# R-Type III: The Third Lightning
R-Type III: The Third Lighting è un videogioco del genere sparatutto a scorrimento orizzontale, a tratti anche verticale. Si tratta del quarto titolo della serie di R-Type (ma il terzo con i Bydo come nemici, da cui il titolo), prodotto nel 1993 dalla Irem come titolo in esclusiva per Super Nintendo e nel tempo convertito su Game Boy Advance (dall'italiana Raylight Studios nel 2004) e Virtual Console.

## Trama
Ancora una volta i malvagi Bydo ritornano alla carica attaccando i terrestri del XXII secolo, mentre si credeva che il loro impero fosse stato distrutto per sempre. Per fronteggiare la minaccia verrà utilizzata una nuova astronave, la R-90, che alla fine dovrà affrontare il nuovo imperatore dei Bydo, un essere verdastro simile a una lucertola, presumibilmente di sesso femminile dato che il suo nome è Mother Bydo, ovvero "Madre Bydo".

## Modalità di gioco
Il gioco si svolge per sei livelli, disseminati di nemici Bydo, i cui mezzi di distruzione sono perlopiù nuovi, ma ricompaiono i primi due boss visti in R-Type, ovvero Dobkeratops e Gomander, che ora formano con altre mostruose creazioni il boss del quinto livello; mentre il quarto livello ha una sua originalità nel dover essere percorso due volte, dapprima in un senso e poi a ritroso (con due differenti boss da affrontare). Alcuni nemici comuni sono indistruttibili.
La lotta tra la R-90 e Mother Bydo, boss finale del gioco, si svolge dapprima in quella che all'apparenza sembra una piccola astronave tondeggiante (presente sin dall'inizio del sesto livello), e che in realtà è il wormhole che conduce nella dimensione parallela dei Bydo rimasti nel XXVI secolo; qui l'agguerrita e coriacea antagonista si palesa alla navicella sporgendo da una sorta di anfratto con la sua testa in grado di autorigenerarsi e le sue quattro braccia smontabili, per sferrare infine l'ultimo attacco al di fuori del wormhole tenendosi avvinta su di esso. La R-90 a questo punto può sparare la decisiva scarica di colpi su Mother Bydo che, trovandosi nell'impossibilità di sostituire la propria testa a causa della scomoda posizione, perderà quindi la presa e l'equilibrio, precipitando così all'indietro nella sua dimensione con un volo mortale.
Le vite a disposizione sono tre, senza punti ferita, aumentabili al raggiungimento di determinati punteggi. La navicella rimane orientata sempre verso destra: questo dunque anche nelle fasi a scorrimento verticale e persino durante il percorso a ritroso nel quarto livello. Si perde una vita andando in collisione coi nemici, oppure facendosi colpire dai loro proiettili, o ancora cozzando contro rocce e pareti. Nella prima parte del sesto livello il più grande pericolo è costituito da una serie di barriere che si materializzano improvvisamente lungo il percorso: il giocatore dovrà pertanto memorizzare bene i passaggi lasciati accessibili, per evitare di rimanere schiacciato.
A differenza dei precedenti titoli, il giocatore potrà scegliere il Force da usare su tre a disposizione, ognuno con armi differenti:
- Type 1: Round, il classico di R-Type
- Type 2: Shadow, basato sulla potenza di fuoco di tipo laser
- Type 3: Cyclone, il più potente

## Livelli e boss
- Livello 1, Catapult Dimension - Boss: Guard Ray
- Livello 2, Acid Creatures - Boss: Necrosaur
- Livello 3, Heavy Metal Corridor - Boss: Course Crab
- Livello 4, Fire Cask Factory - Boss: Recojunator (boss del percorso da sinistra a destra), poi Creature 666 (boss del percorso da destra a sinistra)
- Livello 5, Bionics Laboratory - Boss: Phantom Cell
- Livello 6, Galaxy of Abyss - Boss: Mother Bydo (Imperatrice dei Bydo)

## Differenze di versione
Nelle versioni giapponesi il boss Necrosaur attacca lanciando creature Bydo gelatinose (simili a spermatozoi): queste sono sostituite da bulbi oculari nelle versioni occidentali.

## Colonna sonora
I temi musicali sono firmati da Ikuko Mimori.